# جيوفري ليمان
جيوفري ليمان (بالإنجليزية: Geoffrey Lehmann)‏ هو شاعر أسترالي، ولد في 28 يونيو 1940.